# Астраханська область
Астраха́нська о́бласть — суб'єкт Російської Федерації, входить до Південного федерального округу.
- Адміністративний центр області — місто Астрахань.
- Астраханська область за територією (44,1 тис. км²) посідає 6 місце серед 8-ми регіонів Надволжя.
- Область була утворена 27 грудня 1943.

## Історія
Територія області входила до складу кочових імперій євразійського степу. У VIII—X ст. на її території знаходилась хозарська столиця Ітиль, зруйнована у 960-х роках під час східного походу військ київського князя Святослава Хороброго. Після монгольських завоювань на території області була заснована золотоординська столиця Сарай-Бату. Після розпаду Золотої Орди Астраханщину контролюють Велика орда, Ногайська орда та Астраханське ханство.
Астраханське ханство було завойоване Московським царством у XVI столітті, Ногайська орда була розбита калмиками у XVII-му. На території області утверджується союзне Москві, а пізніше — залежне від неї Калмицьке ханство, яке зникає після відходу більшості калмиків на історичну батьківщину (Джунгарію) наприкінці XVIII століття. Калмики залишаються на правобережжі Волги, на лівобережжі з дозволу російського уряду починають кочувати казахи.
Астрахань стає головним портом Російської імперії на Каспійському морі, ключовим торговим центром у зв'язках зі Східним Кавказом, Персією та Індією. У 1717 році в рамках адміністративної реформи Петра І утворюється Астраханська губернія. У 1734—1777 роках існує Волзьке козацьке військо, з 1817 року і до встановлення більшовицької влади — Астраханське козацьке військо.
Влітку 1917 року Астраханське козацьке військо увійшло до складу державного утворення під назвою «Південно-Східний Союз козацьких військ, горців та вільних народів степів». У січні 1918 року відбулося Астраханське повстання астраханських козаків та калмиків проти більшовиків, яке зазнало поразки після двох тижнів вуличних боїв.
У перші роки радянської влади територія Астраханської губернії була розділена між Калмикією, Казахстаном та Нижньо-Волзькою областю. Астраханська область утворена у 1943 році унаслідок депортації калмиків до Сибіру та розформування Калмицької АРСР. Після повернення калмиків у 1959—1958 роках та відновлення їхньої автономії Астраханська область набула сучасних кордонів, хоч і включила до свого складу кілька районів на Південному Заході області, не повернутих Калмицькій АРСР.

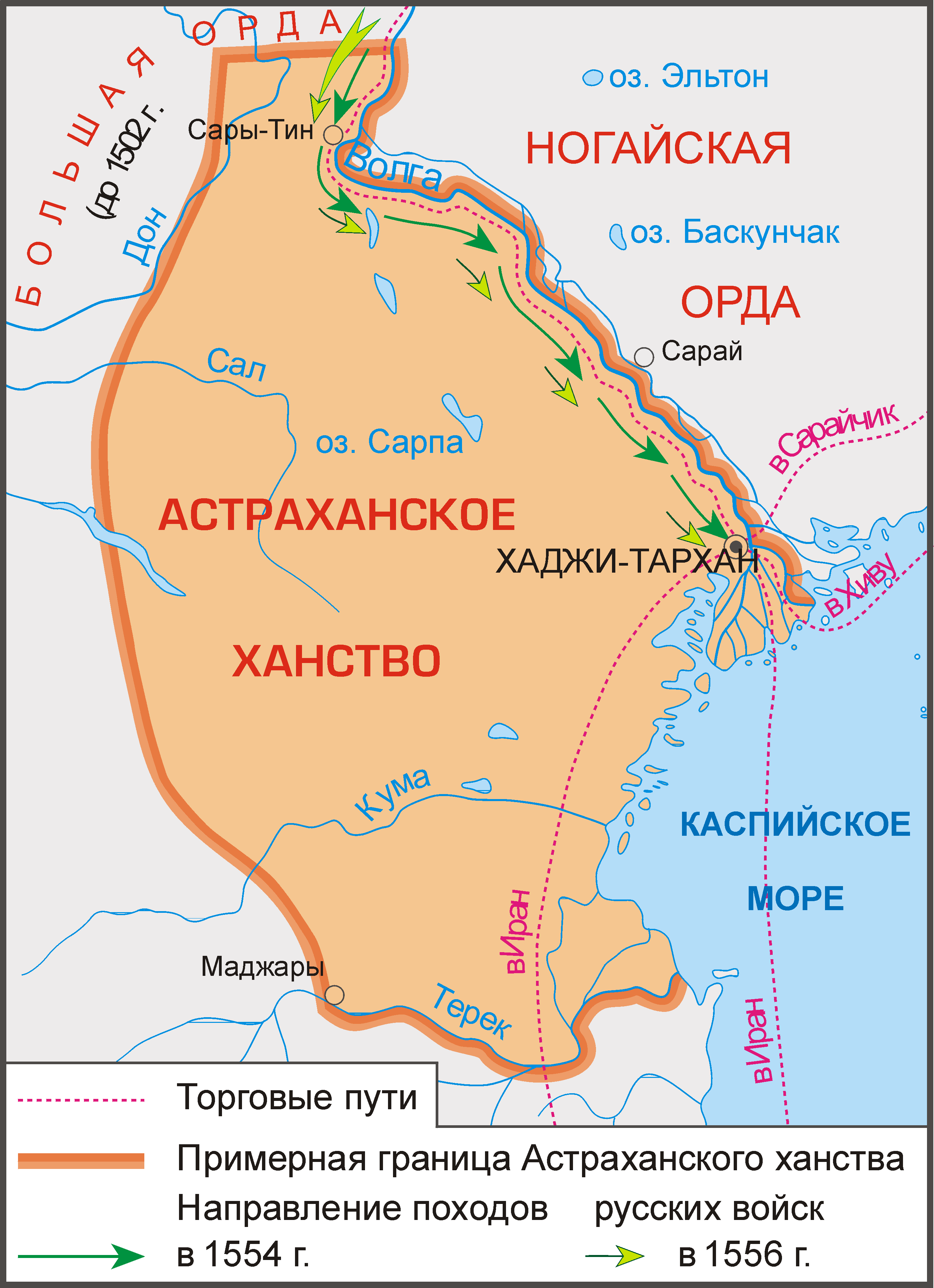
Астраханське ханство
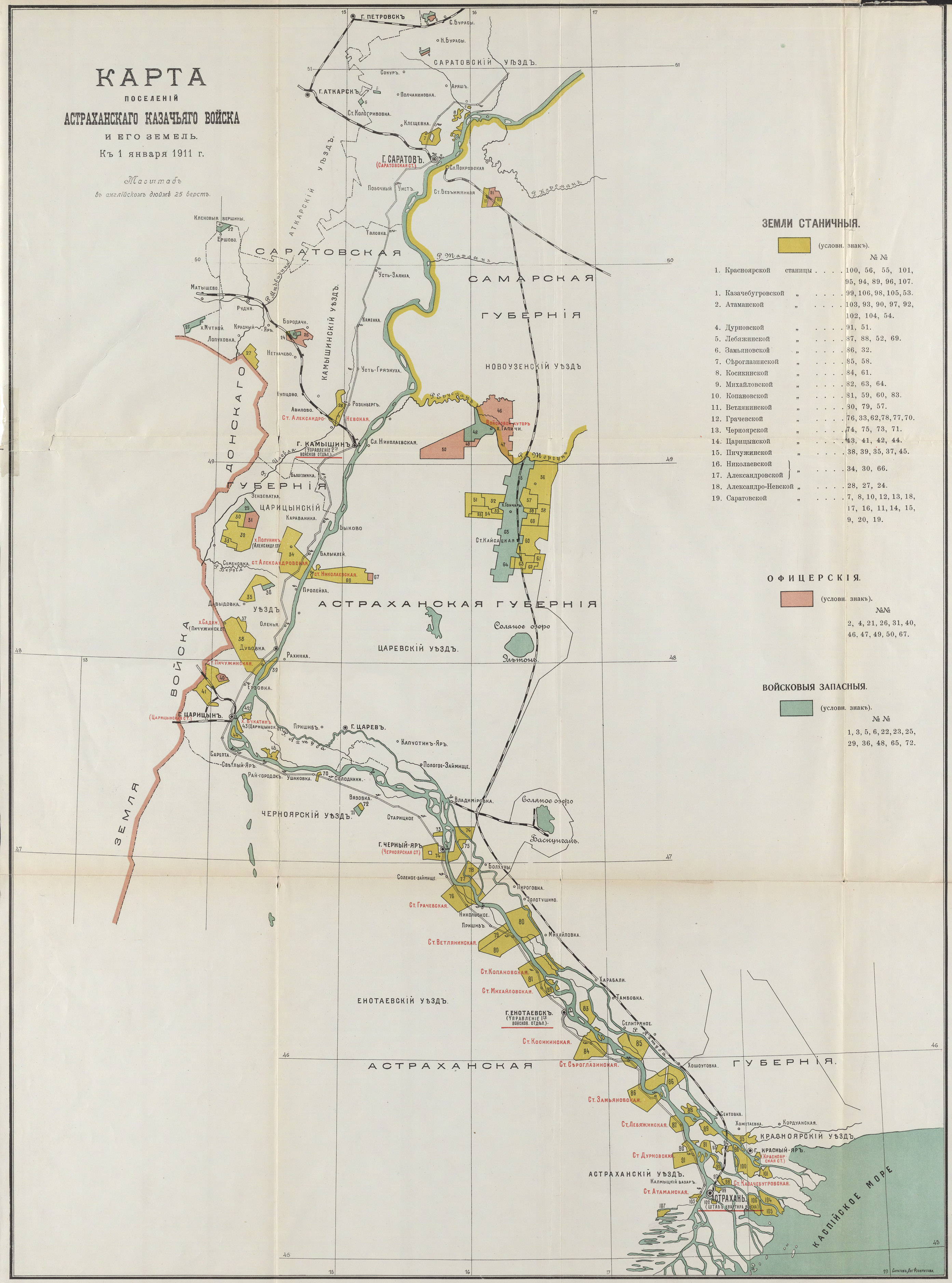
Астраханське козацьке військо
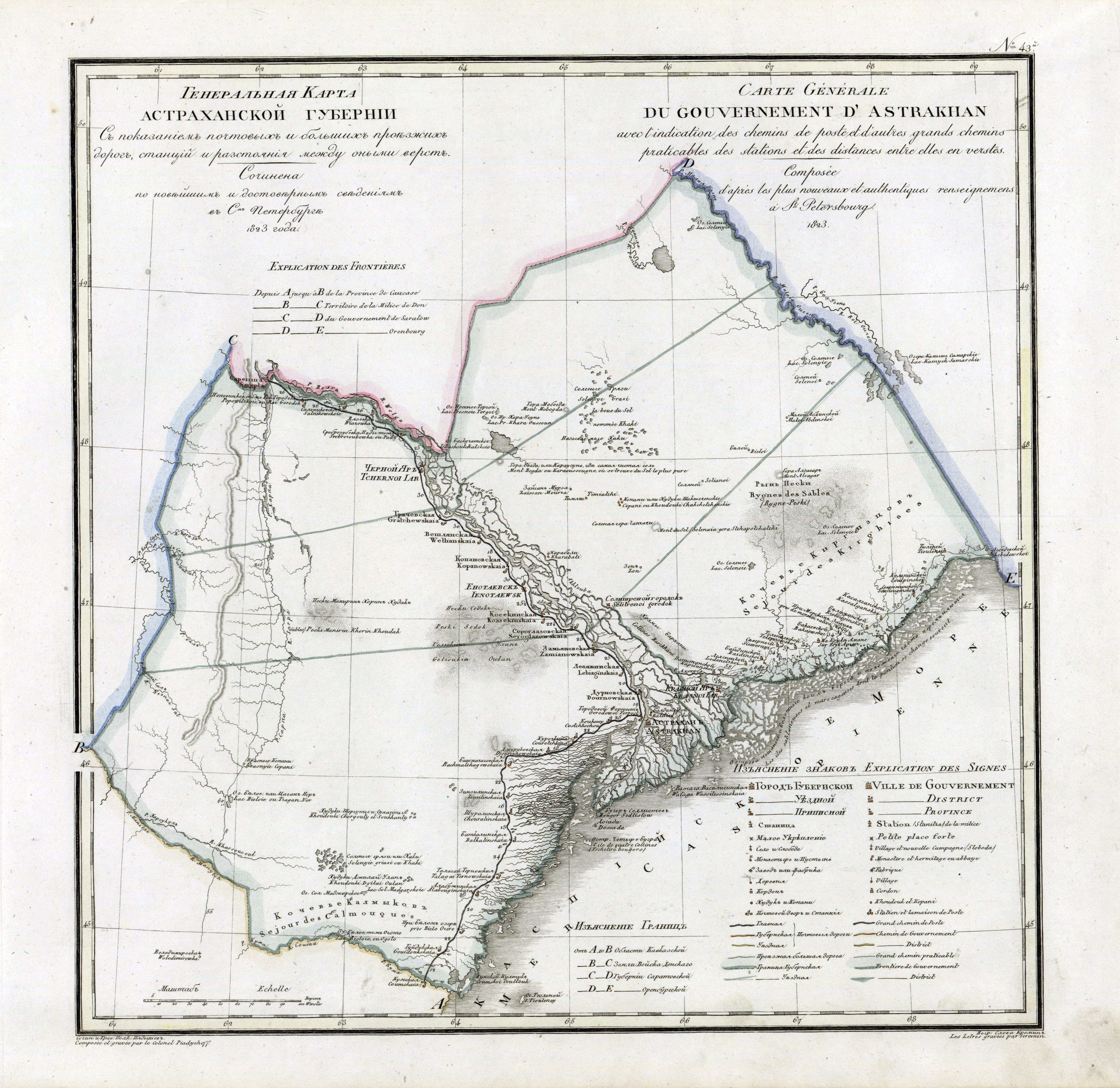
Астраханська губернія

## Природа
Область розташована на Прикаспійській низовині, при впаданні річки Волги в Каспійське море. Більшу частину території області займає напівпустеля. Клімат різко посушливий з наростанням посушливості із заходу на схід. Напівпустельні території використовують в основному як пасовища. Особливий природний ареал представляє Волго-Ахтубінська долина, що переходить у велику дельту. Що заливаються порожніми водами на тривалий період простору дельти служать нерестовищем для важливих промислових риб — осетра, севрюги, білуги й ін.

## Населення

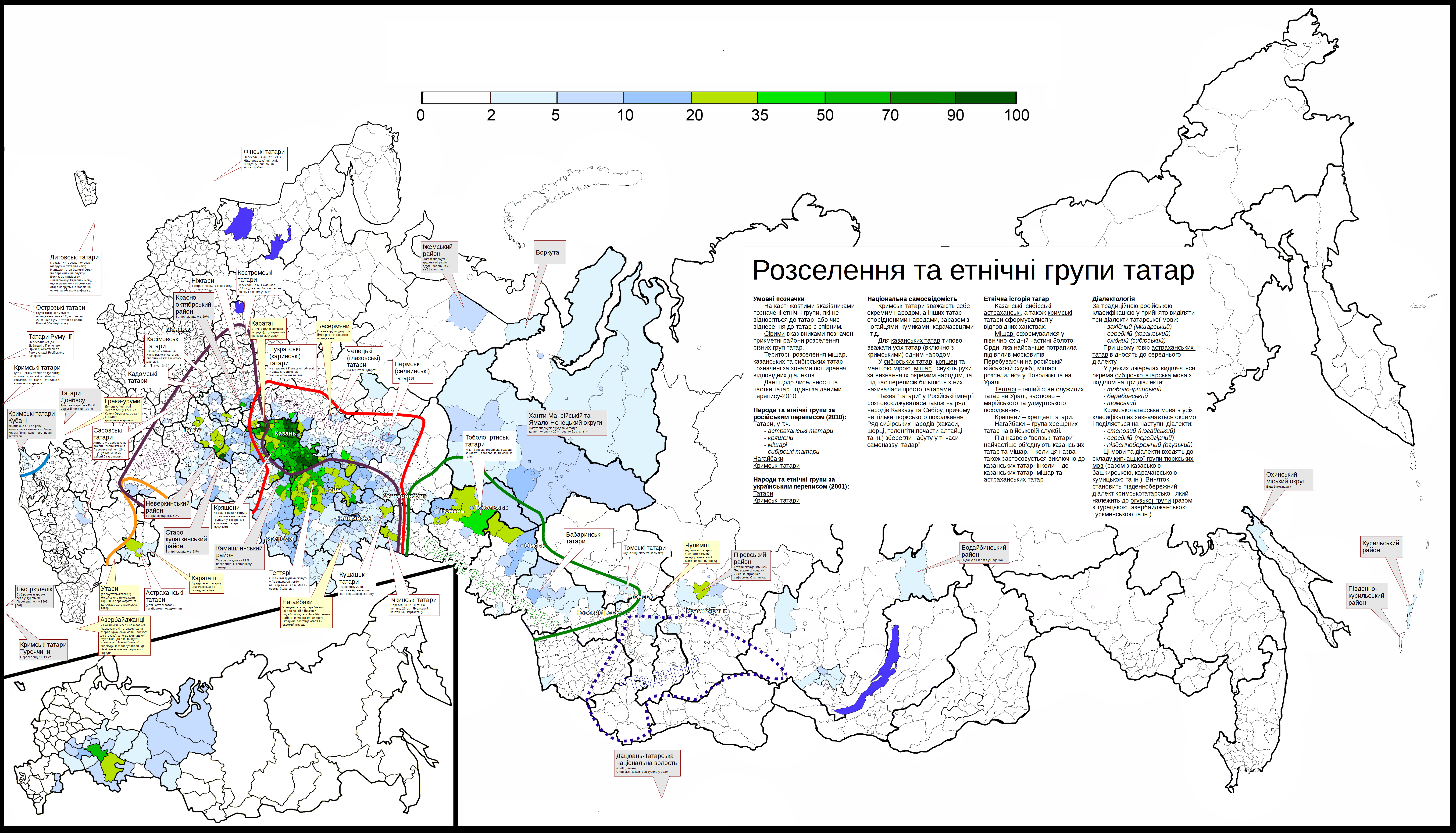
Групи астраханських татар та ногайців на карті етнічних груп татар

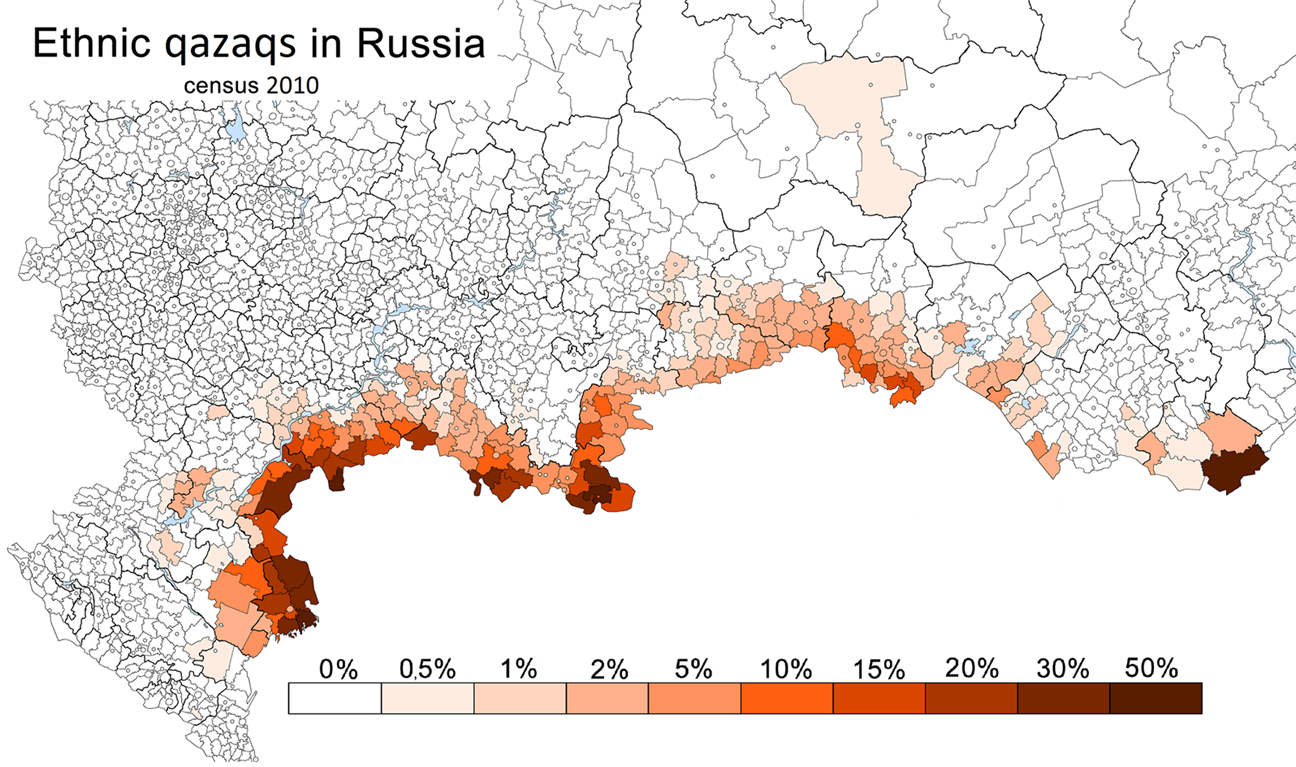
Розселення казахів в Росії

За населенням (998 тис. осіб на 1 січня 2005 р.) — 52-е місце в Росії, за густотою населення (22,6 осіб/км²) Астраханська область — 41-й регіон у РФ (без Москви й Санкт-Петербурга), 7-е місце у Надволжі. У дельті Волги густота населення набагато вища. За рівнем урбанізації (питома вага міського населення — 67 %) — 6-е місце в Надволжі й 45-е місце в РФ (без автономних округів) (2005). Більшість населення області (70 %) становлять росіяни.
Інші корінні народи області:
- Казахи (російські) — нащадки населення Букеївської орди. У Астраханської області проживає понад 142 тисячі казахів, що є найбільшою казахською громадою серед суб'єктів федерації.
- Ногайці, зокрема карагаші — нащадки населення Ногайської орди.
- Татари (астраханські, у тому числі юртові) — нащадки населення Астраханського ханства.
- Калмики на правобережжі Волги.
- Туркмени, переселені в цей район ханами калмиків, як і трухмени Ставропольського краю.

| Народ                                          | чисельність у 2002 році, тис. (* [Архівовано 24 січня 2012 у WebCite]) |
| ---------------------------------------------- | ---------------------------------------------------------------------- |
| Росіяни                                        | 700,6 (70,0 %)                                                         |
| Казахи                                         | 142,6 (14,3 %)                                                         |
| Татари                                         | 70,6 (7,0 %)                                                           |
| Українці                                       | 12,6 (1,2 %)                                                           |
| Чеченці                                        | 10,0 (1 %)                                                             |
| Азербайджанці                                  | 8,2                                                                    |
| Вірмени                                        | 6,3                                                                    |
| показані народи з чисельністю понад 5 000 осіб |                                                                        |

## Корисні копалини
Природні ресурси: природний газ, нафта, сіль, гіпс. Запаси нафти можна оцінити приблизно в 300 млн т, глибина залягання — від 2 до 5 км.

## Основні галузі промисловості
Галузь паливної промисловості є головною галуззю спеціалізації Астраханської області (близько 60 % виробництва в РФ), тому що тут перебуває Астраханське газоконденсатне родовище, найбільше в європейській частині Росії. На базі цього газоконденсатного родовища працює Астраханський газовий комплекс, що включає газові промисли й газоперероблювальний завод. Комплекс спеціалізований на випуску технічної газової сірки, автомобільного бензину, дизельного й казанового палива, пропан-бутанової фракції. В області розвинене машинобудування (суднобудування, виробництво ковальсько-пресового устаткування, компресорів тощо), тому що м. Астрахань — найбільший центр суднобудування й судноремонту.
Проти 1990-х років, до 2003 року значно збільшилася частка продукції паливної промисловості Астраханської області в РФ (з 8 % до 60 %) і електроенергетики (з 2 % до 11 %), за рахунок критичного стану промислових запасів Каспійського басейну помітно скоротилася частка продукції харчової промисловості (з 36 % до 9 %), а також відбулося скорочення частки продукції легкої промисловості (з 22 % до 1 %). Найкращі середньодушові коефіцієнти з виробництва металорізальних верстатів — 4 (четверте місце серед всіх ураховуваних видів промислової продукції за регіонами РФ), газ природний — 2.4, первинна переробка нафти — 1.7, крупи — 1.7.

## Внутрішні відмінності, спеціалізація міст
Астрахань (заснована в 1558, близько 500 тис. oc. (2005) — головний промисловий центр області. Промисловий комплекс міста представлений суднобудуванням, целюлозно-паперовим виробництвом, рибопереробною промисловістю. Лідируючі галузі промисловості — машинобудування, електроенергетика, харчова промисловість. У регіоні практично невичерпні запаси газу, нафти, сірки. У цілому промисловість міста залишається збитковою. В основному це внаслідок впливу паливної промисловості, на частку якої припадає третина збитків промисловості, а також підгалузі машинобудування і електроенергетики. При цьому збитки промисловості в порівнянні з 2002 скоротилися на 28,9 %.
Ахтубінський район (близько 44,2 тис. oc.) розташований у північно-східній частині області. На його території розташовано два найбільші в Росії військових полігони, філії підприємств оборонної промисловості. Основні підприємства — ВАТ «Бассоль» (виробництво харчової продукції), ВАТ «Мінерал-Кнауф» (виробництво будматеріалів), ВАТ «Ахтубінський ССРЗ» (машинобудування), ВАТ «Консервний завод» і ЗАТ «Ахтубінський м'ясокомбінат».
Камизякський район (близько 51 тис. oc.) займає провідні позиції в Астраханській області з виробництва й переробки сільськогосподарської продукції. Основні напрямки сільського господарства — овочівництво, баштанництво, рисівництво, м'ясо-молочне скотарство. Промисловість району представлена такими галузями: суднобудівна (одне з найстарших підприємств — ВАТ «Волго-Каспійський СРЗ»), легка, поліграфічна, борошномельно-круп'яна, виробництво будівельних матеріалів і ін.

## Адміністративний поділ
Область розділена на міста обласного значення — Астрахань, Ахтубінськ і закрите адміністративно-територіальне утворення місто Знаменськ, а також 11 муніципальних районів:
- Ахтубінський район
- Володарський район
- Єнотаєвський район
- Ікрянинський район
- Камизяцький район
- Красноярський район
- Лиманський район
- Нарімановський район
- Приволзький район
- Харабалінський район
- Чорноярський район